# Edmund Brisco Ford
Edmund Brisco Ford, genannt Henry Ford, (* 23. April 1901 in Ellislea, Dalton-in-Furness; † 2. Januar 1988 in Oxford)  war ein britischer Genetiker (Begründer der Ökologischen Genetik) und Entomologe.

## Leben
Ford studierte Zoologie am Wadham College der Universität Oxford mit dem Bachelor-Abschluss 1924 und dem Master-Abschluss 1927. Zu seinen Lehrern gehörte Julian Huxley, mit dem er eine der frühesten Experimente über genetische Kontrolle des Wachstums unternahm mit Süßwasserkrebsen als Studienobjekt. Danach wurde er University Demonstrator in Oxford, 1933 Lecturer und 1939 Reader in Genetik. 1943 erhielt er einen D.Sc. in Oxford. Von 1952 bis zur Emeritierung 1969 war er Direktor des Genetik-Labors in Oxford und ab 1963 Professor für ökologische Genetik. Er war Fellow des All Souls College.
Ford gilt als Begründer der ökologischen Genetik. Er war seit seiner Jugend Schmetterlingssammler und verfolgte anhand von Schmetterlingen die Wirkung der natürlichen Selektion in Populationen. Er gab als erster eine formale Definition von genetischem Polymorphismus und bestätigte Voraussagen dazu von Ronald Fisher durch Beobachtung von Schmetterlingen, Ford sah aber auch die menschlichen Blutgruppen als Beispiel für Polymorphismus und vermutete schon, dass dahinter selektive Vorteile durch Schutz vor Krankheiten lagen. Er entwickelte ausgefeilte Techniken für das Fangen, Markieren und Wiedereinfangen in der ökologischen Genetik.
1954 erhielt er die Darwin-Medaille und 1959 den Weldon Memorial Prize. Er war Fellow der Royal Society.
Ford galt als exzentrisch. Neben seiner Arbeit als Genetiker war er ein Experte für Archäologie und Heraldik. Er war zeitlebens unverheiratet. Frauen als Studentinnen sah er ungern. Er pflegte bei Vorlesungen nur männliche Studenten am Anfang der Vorlesung zu begrüßen, obwohl es schon zu seiner Zeit viele Studentinnen in seinen Vorlesungen gab. Als sich die Studenten einen Scherz machten und einmal nur die weiblichen Studenten zur Vorlesung kamen, brach er die Vorlesung ab, mit den Worten, es wäre niemand gekommen.

## Schriften
- Mendelism and evolution, Methuen 1931, 8. Auflage 1965
- mit G. D. Hale Carpenter: Mimicry, Methuen 1933
- The Study of Heredity, Butterworth 1938, 2. Auflage Oxford UP 1950
- Genetics for Medical Students, Chapman and Hall 1942, 7. Auflage 1973
- Butterflies, Collins 1945, 3. Auflage 1977
- British Butterflies, Penguin 1951
- Moths, Collins 1954, 3. Auflage 1972
- Ecological Genetics, Chapman and Hall 1964, 4. Auflage 1975
- Genetic polymorphism, All Souls Studies, Faber & Faber, 1965
- Genetics and adaptation, Institute of Biology Studies, Edward Arnold, 1976
- Understanding genetics, Faber and Faber, 1979
- Some recollections pertaining to the evolutionary synthesis, in: E.Mayr, W. B. Provine (Hrsg.), The evolutionary synthesis: perspectives on the unification of biology,  Harvard 1980
- Taking genetics into the countryside, Weidenfeld & Nicolson, 1981
- mit J.S. Haywood: Church treasures of the Oxford district, Alan Sutton, Gloucester 1984